# Lee Ki-je
Lee Ki-je (koreanisch 이기제; * 9. Juli 1991 in Changnyeong) ist ein südkoreanischer Fußballspieler.

## Karriere

### Verein
Nach der Schulmannschaft der Changwon Machine Technical High School und der Universitäts-Mannschaft der Dongguk University, war seine erste Profi-Station ab März 2012 Shimizu S-Pulse in Japan. Nach einigen Spielen in der J1 League, wechselte er im Februar 2015 nach Australien, wo er nun für die Newcastle United Jets spielte. Zum Jahreswechsel 2016 verließ er das Franchise jedoch wieder und kehrte in sein Heimatland zurück, wo er nun für Ulsan Hyundai seine Schuhe band. Mit diesen gewann er dann auch einmal den Pokal. Von dort ging es dann zur Saison 2018 weiter zu den Suwon Bluewings. Um seinen Militärdienst abzuleisten, verliehen diese ihn von Ende 2018 bis September 2020 dann noch zum Gimpo FC.

### Nationalmannschaft
Sein erster Einsatz im Trikot der südkoreanischen Nationalmannschaft war am 5. Juni 2021 bei einem 5:0-Sieg über Turkmenistan während der Qualifikation für die Weltmeisterschaft 2022. Hier stand er in der Startelf und wurde er in der 71. Minute für Hong Chul ausgewechselt.